# عقبة بن نافع
عقبة بن نافع الفهری القرشی (زادهٔ ۸ یا ۱۰ قمری/۶۲۲ میلادی– درگذشت ۶۳ قمری/۶۸۳ میلادی) یک فرماندهٔ عرب بود که به معاویة بن ابی‌سفیان و یزید بن معاویه در خلافت امویان خدمت می‌کرد. فتوحات مغرب عربی شامل کشورهای کنونی الجزایر، تونس، لیبی و مراکش در آفریقای شمالی توسط او آغاز شد. عقبه مؤسس شهر فرهنگی قیروان در تونس بود.
عقبه، عمرو عاص را در تصرف نخستین شهرهای آفریقا از برقه تا طرابلس همراهی کرد. در ۶۷۰ میلادی، سپاه عقبه در شمال آفریقا از بیابان‌های مصر گذشت و پست‌های نظامی در فاصله‌های منظم در مسیر حرکت خود، ایجاد کرد. در منطقه‌ای که اکنون تونس نامیده می‌شود، شهری با نام قیروان (معرب کاروانسرا) تأسیس کرد و از آن به عنوان پایگاهی برای عملیات‌های بعدی استفاده کرد. عقبه، مسجد جامع قیروان را نیز بنا نهاد.
بر اساس یک افسانه، یکی از سربازان عقبه، یک جام طلایی را که در خاک دفن شده‌بود، به صورت تصادفی یافت. گفته شد که این جام طلایی همان جامی است که چند سال پیش در مکه گم شده‌بود. پس از بیرون کشیدن جام از خاک، چشمه‌ای از زیر آن جاری شد و گفته می‌شد که آب آن، از همان آب چاه زمزم مکه است. این داستان، باعث شهرت قیروان به عنوان یک زیارتگاه شد.

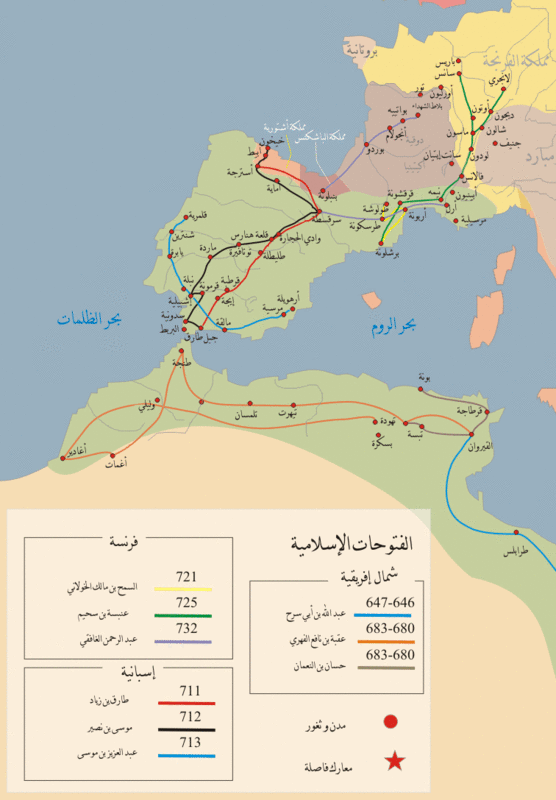
مسیر پیشروی عقبه بن نافع در شمال آفریقا

عقبه در سال ۶۳ قمری (۶۸۳ میلادی) در نزدیکی بسکره توسط کسیله کشته شد. سپاهش قیروان را تخلیه کردند و به برقه برگشتند.